# Elkin Amador
Elkin Amador (Ciénaga, Colombia; 15 de octubre de 1979) es un exfutbolista colombiano. Jugaba de defensa. 

## Clubes
| Club                 | País      | Año         |
| -------------------- | --------- | ----------- |
| Unión Magdalena      | Colombia  | 2004-2005   |
| El Vigía F. C.       | Venezuela | 2007-2008   |
| Estrella Roja        | Venezuela | 2008-2009   |
| El Vigía F. C.       | Venezuela | 2009        |
| Atlético Bucaramanga | Colombia  | 2010        |
| Patriotas            | Colombia  | 2011 - 2012 |
| Unión Magdalena      | Colombia  | 2013        |

## Palmarés

### Campeonatos nacionales
| Título    | Club             | País     | Año  |
| --------- | ---------------- | -------- | ---- |
| Primera B | Patriotas Boyacá | Colombia | 2011 |